# Malzhausen (Langenmosen)
Malzhausen ist ein Gemeindeteil der Gemeinde Langenmosen im oberbayerischen Landkreis Neuburg-Schrobenhausen. 

## Lage
Das Dorf Malzhausen liegt im Altbayerischen Donaumoos in der Planungsregion Ingolstadt.

## Geschichte
Das damalige Kaiserpaar Heinrich und Kunigunde schenkte im Jahre 1007 den Benediktinerinnen aus Neuburg an der Donau die Grundherrschaft über das reichsunmittelbare Gebiet Sandizell mit Malzhausen, Purgau und weiteren Höfen in Mosen und Winkelhausen. Im Jahr 1464 wird Schloss Sandizell als Hofmark der Sandizeller bezeichnet, deren Vorrechte teilweise bis zur Revolution 1848 bestanden. Im Zuge der Verwaltungsreformen in Bayern war mit dem Gemeindeedikt von 1818 die Gemeinde Malzhausen entstanden. Am 1. April 1972 wurde diese bis dahin selbstständige Gemeinde nach Langenmosen eingegliedert.

## Baudenkmäler
Folgendes Baudenkmal ist in der Denkmalliste gelistet:
- Ortskapelle